# Eribanno
L'eribanno (in latino heribannum, oppure anche detto aribanno) nel Regno dei Franchi e, successivamente, dell'Impero carolingio, era la chiamata alle armi di tutti i sudditi possidenti. 

## Etimologia
Il termine, letteralmente, indica l'impartizione di un comando (banno) a tutti gli uomini liberi (arimanni), ovvero all'intero popolo germanico. 

## Contesto
Per comprendere quest'istituzione, infatti, non si può prescindere dall'essenza delle popolazioni germaniche, genti guerriere nelle quali l'importanza di un individuo all'interno della collettività si misurava dalle sue attitudini belliche ed il conflitto era inteso come uno sforzo che impegnava l'intera comunità maschile, fatta eccezione dei vecchi, dei bambini e degli schiavi. 
Col passare del tempo e, in special modo, dopo il rinnovamento dell'esercito franco avvenuto sotto Carlo Magno e l'imposizione del sistema feudale, l'impegno militare fu richiesto quasi esclusivamente ai vassalli, ovvero a coloro che avevano stretto col sovrano un patto di fedeltà, mentre gli altri uomini liberi furono esentati dal grosso degli obblighi.

## Descrizione
La prassi normale prevedeva che i cavalieri feudali operassero solo nelle terre prossime ai propri feudi e che, perciò, in caso di guerra, si potesse riunire solo un piccolo esercito composto esclusivamente dai vassalli delle terre vicine al fronte. Con l'aribanno, invece, tutte le componenti del regno (feudi e città) erano tenute a fornire un certo numero di soldati ed una certa quantità di denaro per dotare il sovrano dei mezzi necessari per affrontare lo sforzo bellico.
Collegato all'aribanno era lo scutagium (o scudaggio), nel diritto medievale, era la prestazione pecuniaria che i vassalli potevano pagare per essere esentati dalla levata alle armi in favore del suzerain.
In Italia, a partire dall’età longobarda sino all’XI secolo nelle sue diverse fasi politiche e istituzionali si può osservare una continuità nella leva militare, che era obbligatoria e avvenne per censo e su base urbana.
Un ufficiale pubblico chiamava alle armi gli uomini, di questi, una parte (generalmente i fanti) rimaneva in città per la difesa delle mura, mentre una parte (più probabilmente solo i cavalieri) seguiva l’ufficiale nelle spedizioni locali e per unirsi all’esercito regio.
L’organizzazione del reclutamento su base cittadina dell’esercito longobardo appare dunque il modello seguito nel Regno d’Italia nei secoli successivi. Nei secoli IX e X rimase attivo l’impianto degli ufficiali pubblici (conti e marchesi, e poi vescovi) incaricati della leva militare, che iniziò a essere integrata da contingenti di signori laici ed ecclesiastici. L’esercito regio, dall’epoca carolingia all’XI secolo, diventò quindi una coalizione di eserciti urbani e vassallatici al seguito del re, proprio come, nel XII secolo l’esercito, imperiale di Federico I di Svevia era formato da contingenti urbani forniti dai comuni fedeli all’impero e vassallatici dei grandi signori territoriali (il marchese di Monferrato, i Malaspina, il conte di Biandrate, solo per citare alcuni esempi).
I contingenti cittadini dell’esercito regio, dunque, continuarono tra IX e XI secolo a essere reclutati per la difesa locale delle mura e per partecipare alle spedizioni del re.
Questi eserciti divennero, nel XII secolo, gli eserciti comunali, possiamo quindi osservare come, l’obbligatorietà del servizio militare urbano, attestata in tutti gli statuti cittadini di età comunale, sia la diretta prosecuzione dell’Eribanno carolingio, ovvero l’obbligo di servire nell’esercito per quaranta giorni all’anno, grossomodo la stessa durata ancora in vigore in età comunale.
Benché lo stato carolingio si sia sgretolato lentamente tra X e XI secolo, gli eserciti urbani dell’Italia centro-settentrionale continuarono a essere mobilitati (prima dal conte e dal vescovo e poi dai consoli) e impiegati sia in difesa della città che operazioni militari.
In Italia, dalla seconda metà del XII secolo, i comuni ed i signori, cessarono di mobilitare l'intero esercito comunale, limitandosi a mobilitare contingenti più ristretti e selezionati, generalmente di soli fanti, reclutati tra i cittadini, detti "cernite". Tale prassi proseguì anche nel Trecento (ed oltre), come è documentato nel Ducato di Milano ed a Venezia, che formò una milizia territoriale formata da contadini. Tali forme di mobilitazione si possono considerare a pieno titolo le eredi dell'antico Eribanno.
In altri paesi europei, come in Francia ed in Inghilterra, la chiamata alle armi generale fu usata soprattutto nella prima fase della Guerra dei Cent'Anni, ma non produsse effetti soddisfacenti: le truppe così raccolte erano indisciplinate e poco coese e raccolsero una lunga serie di sconfitte. Dal 1360 in poi, quindi, le convocazioni divennero parziali ed aumentò il ricorso ai mercenari.
Successivamente, il termine heribannum venne ad indicare la multa comminata a coloro che non si presentavano alla chiamata generale alle armi.